# 坎杭加德
坎杭加德（Kanhangad），是印度喀拉拉邦Kasaragod县的一个城镇。总人口65499（2001年）。

## 人口
该地2001年总人口65499人，其中男性31599人，女性33900人；0—6岁人口7710人，其中男3928人，女3782人；识字率78.11%，其中男性为82.57%，女性为73.95%。